# Witch house
Witch house (of drag) is een elektronisch muziekgenre. Het bevat elementen van verschillende subgenres, zoals Screwed & chopped hiphop, gecombineerd met ethereal wave, drone, noise en shoegaze. Ook post-punk-bands uit de jaren 1980 zoals Cocteau Twins, The Cure, Christian Death, Dead Can Dance en The Opposition zijn inspriatiebronnen, net als vroege industrialgroepen

## Artiesten
- Balam Acab
- Blvck Ceiling
- CRIM3S
- CSLSX
- GuMMy†Bear!
- Gvcci Hvcci
- Atilla The Hvn
- Lake Radio
- Holy Other
- Mater Suspiria Vision
- Modern Witch
- oOoOO
- R▲dio Vril
- †‡† (Ritualz)
- Salem
- Sidewalks and Skeletons
- White Ring